# François Emmanuel Debranges
François Emmanuel Debranges est un homme politique français né le 6 avril 1743 à Guise (Aisne) et décédé le 27 septembre 1804.
Administrateur à Vitry-le-François, il est député de la Marne de 1791 à 1792, siégeant dans la majorité. Il est nommé juge au tribunal civil de Vitry-le-François en 1800.

## Sources
- « François Emmanuel Debranges », dans Adolphe Robert et Gaston Cougny, Dictionnaire des parlementaires français, Edgar Bourloton, 1889-1891 [détail de l’édition]